# 哥倫比亞航空
美洲大陆航空有限公司（西班牙語：Aerovías del Continente Americano S.A.）又称为哥倫比亞航空、阿维安卡航空，是哥倫比亞的國家航空公司。該航空公司的總部設在波哥大，並以波哥大的埃爾多拉多國際機場作為中心樞紐，第二樞紐設於聖保羅瓜魯柳斯國際機場及瓜亞基爾國際機場。哥倫比亞航空業務包括客運及貨運服務，目前是哥伦比亚第一大航空公司及南美洲第二大航空公司（仅次于智利的LATAM），亦是全球歷史第二悠久的航空公司（仅次于荷航）。2019年12月，哥航庆祝其成立100周年。
在2010年与TACA合并之前，Avianca及其子公司在拉丁美洲拥有最广泛的目的地网络。在2010年与TACA合并之前，Avianca由Synergy Group S.A.全资拥有，Synergy Group S.A.是一家由Germán Efromovich成立的南美控股公司，专门从事航空运输。该公司在哥伦比亚证券交易所上市。哥倫比亞航空於2012年6月21日正式成為星空聯盟成員。

## 歷史

### 創立：哥伦比亚-德国航空运输公司（1919-1940）
1919年12月5日，哥倫比亞與德國合作，在巴蘭基亞成立哥倫比亞-德國航空運輸公司(西班牙語：Sociedad Colombo Alemana de Transporte Aéreo)，簡稱SCADTA。
该公司使用一架由德国人Helmuth von Krohn驾驶的容克斯F.13型飞机在巴兰基亚和附近的哥伦比亚港市之间完成了第一次飞行，运送了57件邮件。是至今为止历史第二悠久且仍在营运的航空公司，仅次于荷兰皇家航空。
早期，首航的飞机和另一架同型号的容克斯飞机均是完全机械化的单翼飞机，其发动机经过了改装以适应该国的气候条件。初期机队共有9架飞机，总航程为850公里（528英里），最多可以搭载4名乘客和2名机组人员。由于该国的地形特点和当时缺乏机场基础设施，容克斯飞机中有两架被改装成上浮筒成为水上飞机，可以在一些城镇附近的河流中进行水上降落。
1920年10月20日，Helmuth von Krohn利用这些浮筒，顺着马格达莱纳河的河道，在哥伦比亚上空进行了第一次内陆飞行；这次飞行历时8个小时，共有4次紧急降落在水中。
航空公司成立后不久，德国科学家和慈善家彼得-冯-鲍尔对该航空公司产生了兴趣，并为公司贡献了飞机运营知识、资金和第十架飞机，同时从1922年开始还获得了哥伦比亚政府的特许经营权。
特许经营权使SCADTA在航空业的新领域中茁壮成长。到了1920年代中期，SCADTA开设了它的第一条国际航线。初期，国际航线主要是去往委内瑞拉和美国的目的地。
1924年，Ernesto Cortissoz和Helmuth von Krohn所驾驶的飞机在巴兰基亚的Bocas de Ceniza地区坠毁，造成两人死亡。
1928年7月12日，SCADTA一架容克F.13飛越赤道。20世紀30年代，波音247和道格拉斯DC-3先後加入SCADTA機隊以擴展其國內航線。

### 發展：哥倫比亞國家航空公司时代（1940-1994）
1940年，SCADTA與哥倫比亞航空服務公司(西班牙語：Servicio Aéreo Colombiano)合併，組建哥倫比亞國家航空公司（Aerovías Nacionales de Colombia S.A.，縮寫為Avianca）。
1940年代初，彼得-冯-鲍尔将其在该航空公司的股份卖给了美国的泛美世界航空公司。
1946年，Avianca开始使用DC-4和C-54 Skymasters飞机飞往基多、利马、巴拿马城、迈阿密、纽约和欧洲。
1951年，Avianca购入了先进的洛克希德749星座飞机和1049超级星座飞机。
1956年，哥倫比亞航空承擔了1956年夏季奧林匹克運動會哥倫比亞代表隊的專機任務，共用61小時到達墨爾本，而中途僅加油一次。
1961年，Avianca公司租赁了两架波音707飞机，開始使用喷气式客機并用于运营国际航线；
1961年11月2日，Avianca公司购买了自己的波音720飞机。
1976年，哥倫比亞航空引進一架原屬美國大陸航空的波音747-100，成為拉丁美洲首家使用波音747的航空公司。
3年后，公司开始运营一架747 Combi型飞机，混合了货运和客运业务。

### 結盟：新Avianca和Alianza Summa（1994-2004）
1994年，Avianca公司、地区航空公司SAM公司和直升机运营商Helicol公司合并，开始了Avianca公司的新业务系统。这一安排使Avianca公司能够提供专门的货运服务（Avianca货运）和邮政服务，并拥有一支更现代化的机队，由波音767-200型、波音767-300型、波音757-200型、麦道格拉斯MD-83型、福克50型和贝尔直升机组成。
到了1996年，Avianca邮政服务公司改名成为Deprisa公司，提供各种邮件服务。
9月11日袭击事件发生后，Avianca、区域性航空公司SAM哥伦比亚公司及其主要竞争对手ACES哥伦比亚公司联手创建了Alianza Summa公司，该公司于2002年5月20日开始合并经营。2003年11月，Alianza Summa公司被解散，ACES哥伦比亚公司被完全清算，SAM哥伦比亚公司被收购，成为Avianca品牌下的地区性航空公司。

### Avianca-TACA（2004-2013）
2004年12月10日，Avianca公司完成了在申请破产保护后进行的重大重组进程，获得了巴西财团、OceanAir/Synergy集团和哥伦比亚咖啡种植者全国联合会的资金支持，使该公司在退出破产后的13个月内获得了6,300万美元的资金。根据这一计划，Avianca被Synergy集团收购，并与子公司OceanAir和VIP厄瓜多尔航空合并。公司的全称从哥伦比亚国家航空公司（Aerovías Nacionales de Colombia）改为美洲大陆航空公司（Aerovías del Continente Americano），但保留了Avianca的缩写。2009年，OceanAir和VIP分别更名为Avianca Brazil和Avianca Ecuador。
2009年，哥倫比亞航空與總部設在薩爾瓦多的中美洲航空宣佈合併成哥倫比亞中美洲航空公司(Avianca-TACA)，唯仍保留各自品牌。合并后的新公司瞬间成为该地区最大的航空公司之一，拥有129架飞机，航班飞往100多个目的地。
2009年11月，该公司首席执行官Fabio Villegas宣布，该公司希望用较新的100座以下的飞机来取代福克50和福克100飞机。2011年1月1日，该公司决定在2011年退役福克100飞机，并从GECAS租赁的10架空客A318飞机取代。这批飞机于2011年2月至4月交付使用。
2010年11月10日，星空联盟宣布Avianca（及子品牌TACA）于2012年成为正式成员。由于Avianca加入星空联盟，它终止了与达美航空的代码共享协议，并开始与联合航空签订新的代码共享协议。2012年6月21日，Avianca和TACA均正式加入星空联盟。

### 品牌統一（2013-今）
2013年3月，哥倫比亞航空決定將公司名稱由AviancaTaca Holding S.A.改為Avianca Holding S.A.。同年5月28日，公司決定以Avianca為單一品牌，并重新設計了企業形象。同年，该公司成为拉丁美洲最好的航空公司之一。并成为该地区第二大航空公司
截止到2017年，Avianca公司每天从迈阿密起飞的国际航班数为16个，是仅次于美国航空的第二大国际航班。
2018年8月，Avianca公司由于其用于分配机组人员班次的平台出现问题，在运营上出现了一些困难。这导致了哥伦比亚境内的几个航班被取消。同样，由于2017年ACDAC飞行员停飞，直到2018年10月才恢复了由该航空公司管理的所有航班行程。
2019年3月，阿维卡航空在哥伦比亚推出了区域快线Américas航空公司。这家新的航空公司使用ATR-72飞机运营短途支线航班。

### 第二次破產保護
Avianca在2019年有大量的金融负债。为了平衡债务表，Avianca发行了更多的债券来弥补到期负债，并在2019年12月31日完成了债务置换。截至2019年底，该公司累计债务总额达73亿美元。2019冠狀病毒病疫情期間，哥伦比亚实施了严格的封锁，Avianca被迫停运。在3月下旬至5月期间，该公司没有执行任何计划航班；在疫情期间，其2万名员工中的大部分人都停薪留职。
Avianca Holdings, S.A.和23个关联债务人于2020年5月10日向美国纽约州南区地方法院申请破产保护。债务人请求共同管理案件，案件编号为20-11133。同日，該公司發表聲明，表示已在美國紐約法院要求「自願依美國破產法第十一章」聲請破產保護。
哥伦比亚航空在疫情期间采取了如下将本措施：包括重新设计A320客舱，仅保留A320系列和波音787机队，同时增加更多的客票选项。
2021年11月，哥伦比亚航空集团宣布其注册地址将由巴拿马移动至英国，法律名称由Avianca Holding S.A.更名为Avianca Group International Limited，总部仍旧位于波哥大。2021年11月2日，美国法院批准了哥伦比亚的重组方案。2021年12月1日，即提交申请一年半多后，哥伦比亚航空摆脱了美国破产法第11章破产保护。

### 阿布拉集团（2022年至今）
2022年4月29日，哥伦比亚航空宣布将和低成本航空哥伦比亚Viva Air和秘鲁Viva Air合并；2022年5月11日，哥伦比亚航空又宣布将和巴西高尔航空合并成立阿布拉集团，但相关合并案于2022年11月被哥伦比亚民航局否决。哥伦比亚航空声明相关否决不会影响阿布拉集团的组建计划。
2022年9月，厄瓜多尔的市场监管机构同意了合并案。2022年12月，Avianca 表示，他们已就集团禁止“某些融资”达成了所有必要的协议，并已获得巴西和美国监管机构的批准。AV还表示，因为高尔航空在该国没有业务，因此相关合并案无需哥伦比亚监管部门的批准。
2023年1月19日，哥伦比亚交通部和哥伦比亚民航局废除2022年11月做出的拒绝Avianca-Viva Air合并案的决定，理由是“程序性问题”。2023年3月21日，哥伦比亚民航局宣布将在新实体符合若干条件下有条件批准Avianca-Viva合并案。但哥伦比亚航空于2023年5月13日决定撤回相关合并计划，认为哥伦比亚民航局的条件过于苛刻。

## 機隊

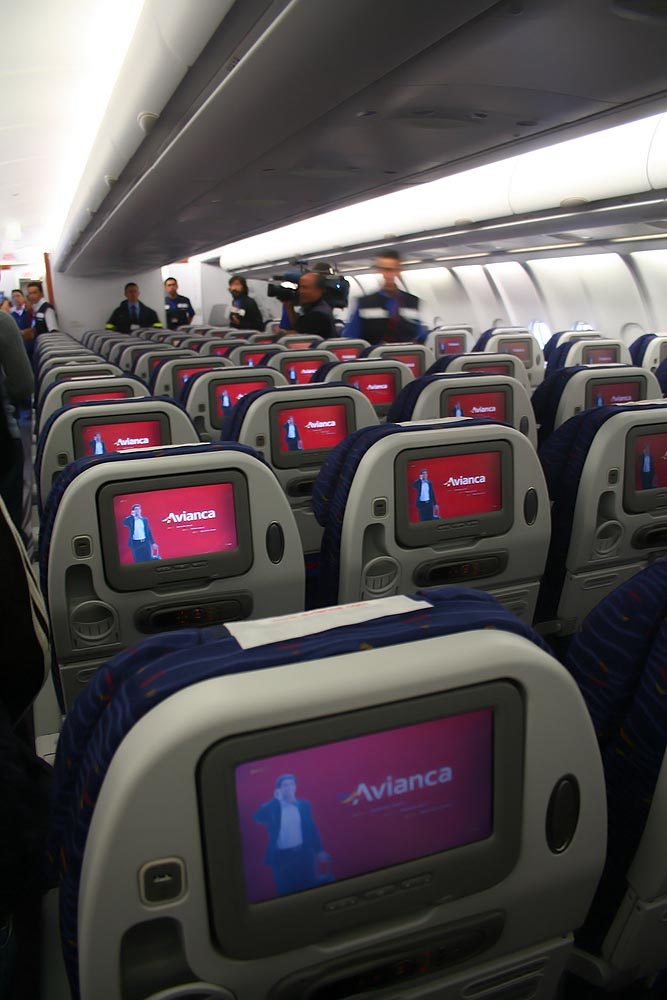
哥倫比亞航空A330經濟客位

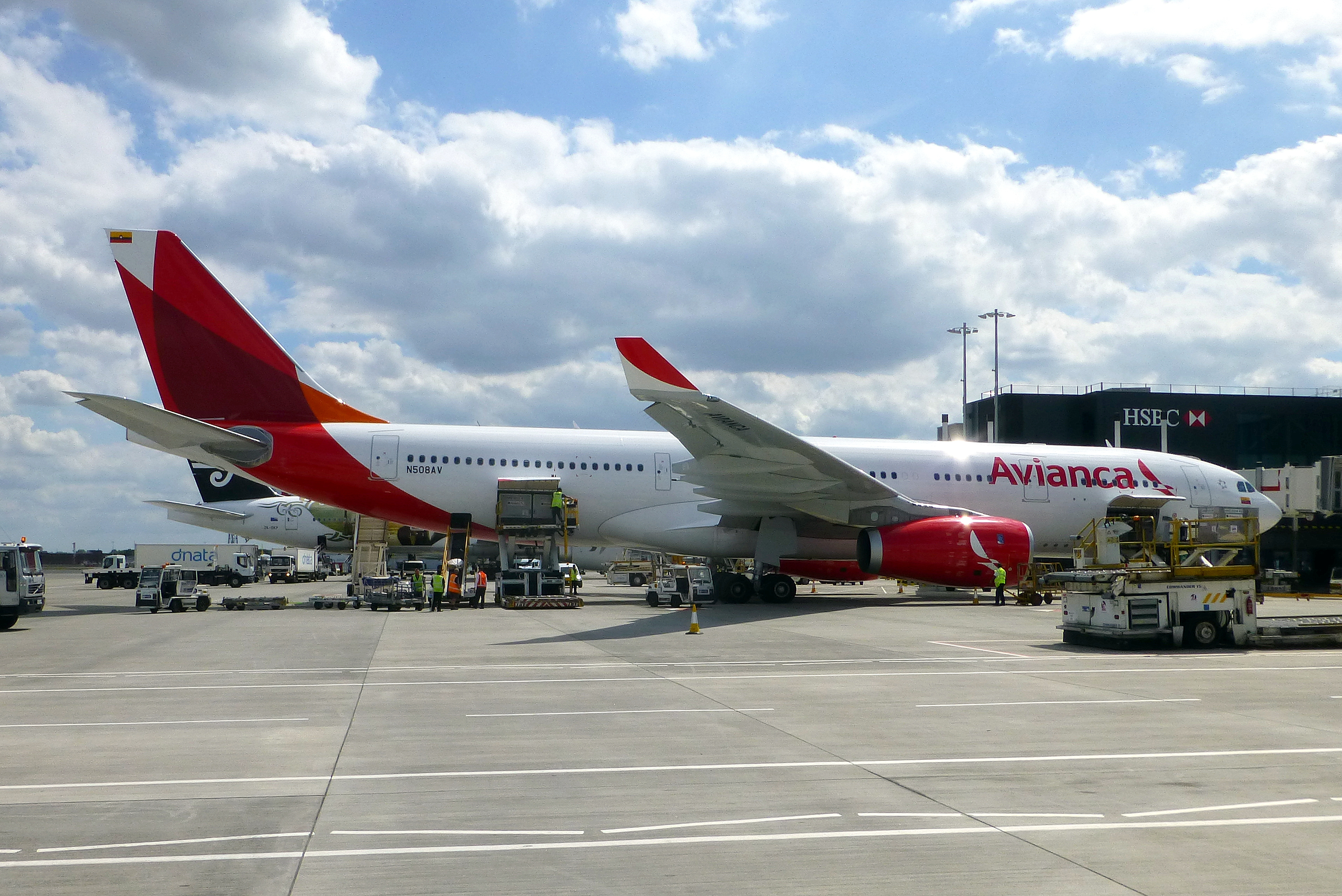
使用全新塗裝哥倫比亞航空的空中巴士A330-200型客機停泊在倫敦希斯路機場

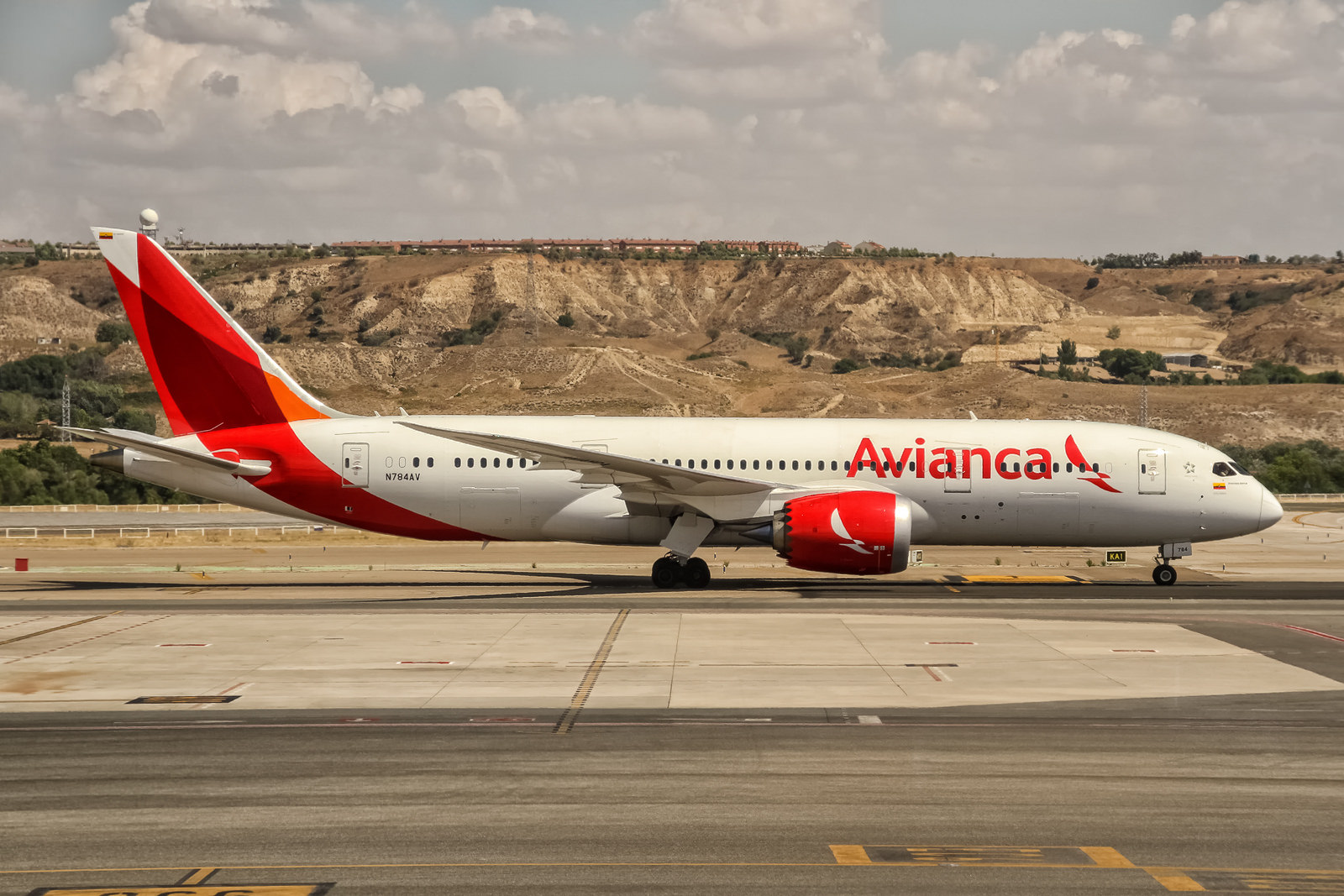
哥倫比亞航空的波音787-8型客機

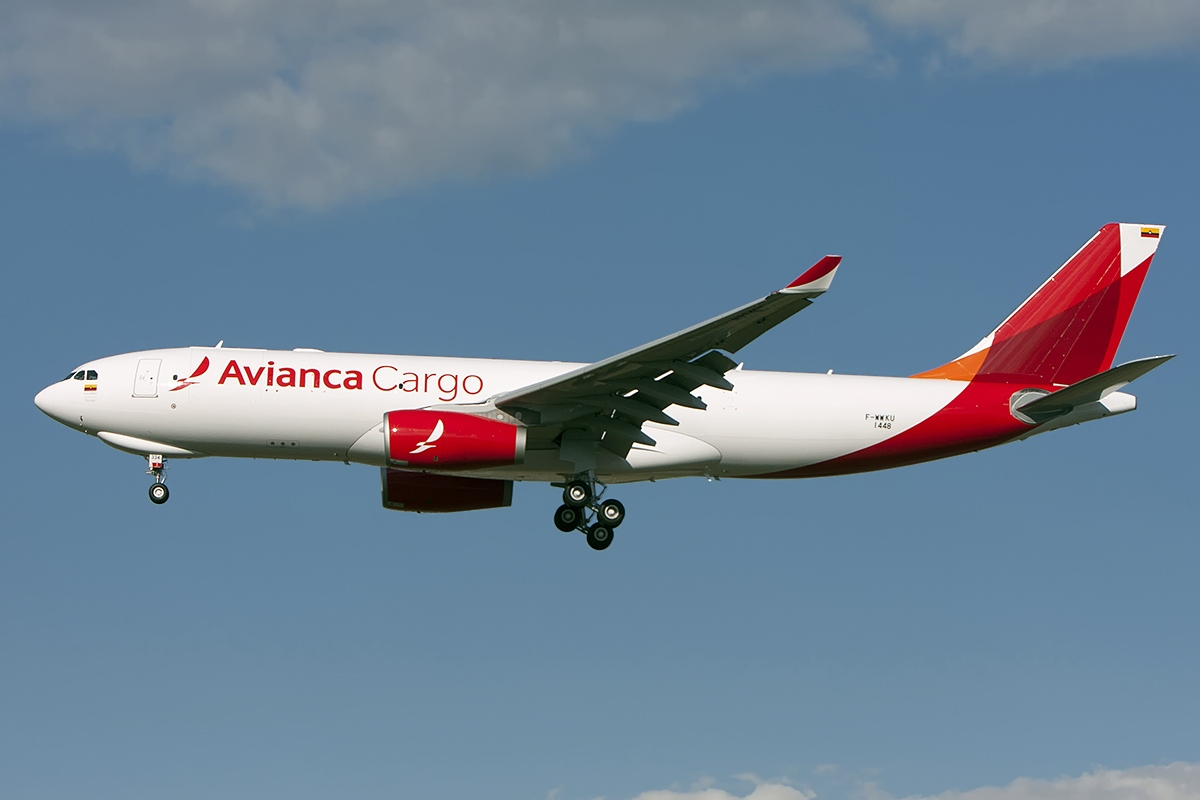
哥倫比亞航空貨運空中巴士A330-200F型貨機

截至2024年1月，哥倫比亞航空擁有以下飛機：
哥伦比亚航空是目前世界上仅有的运营着A320系列的所有型号的三个航空公司之一。
哥伦比亚航空的首架波音787“梦想客机”已于2014年12月17日交付，并于2015年1月16日开始服务于波哥大和纽约之间的航线上。

### 已退役

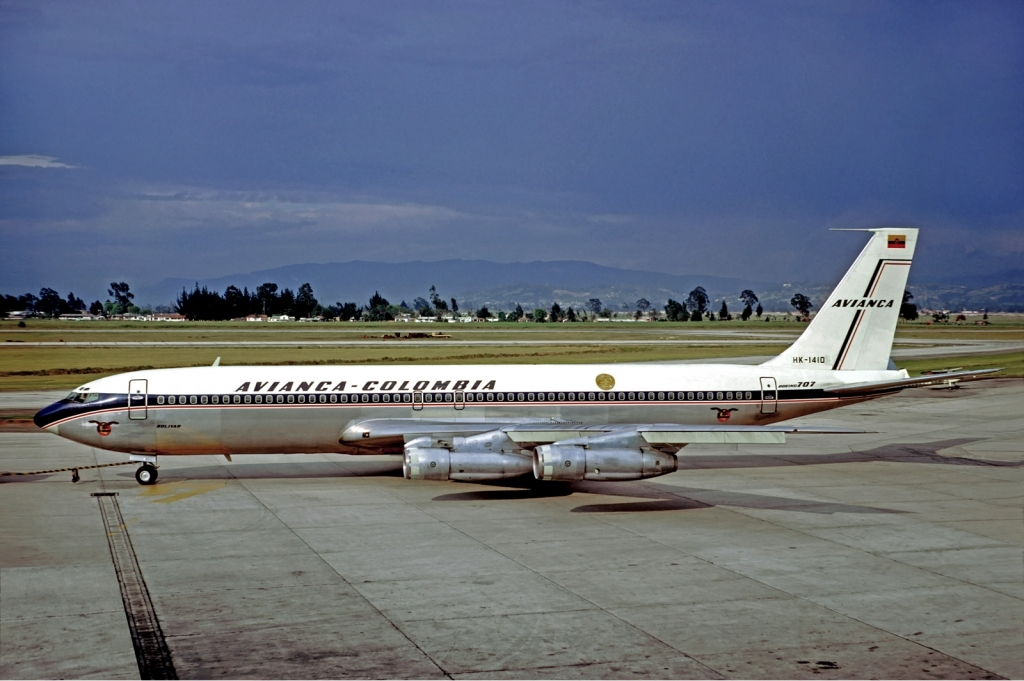
哥倫比亞航空波音707，1972年攝於波哥大

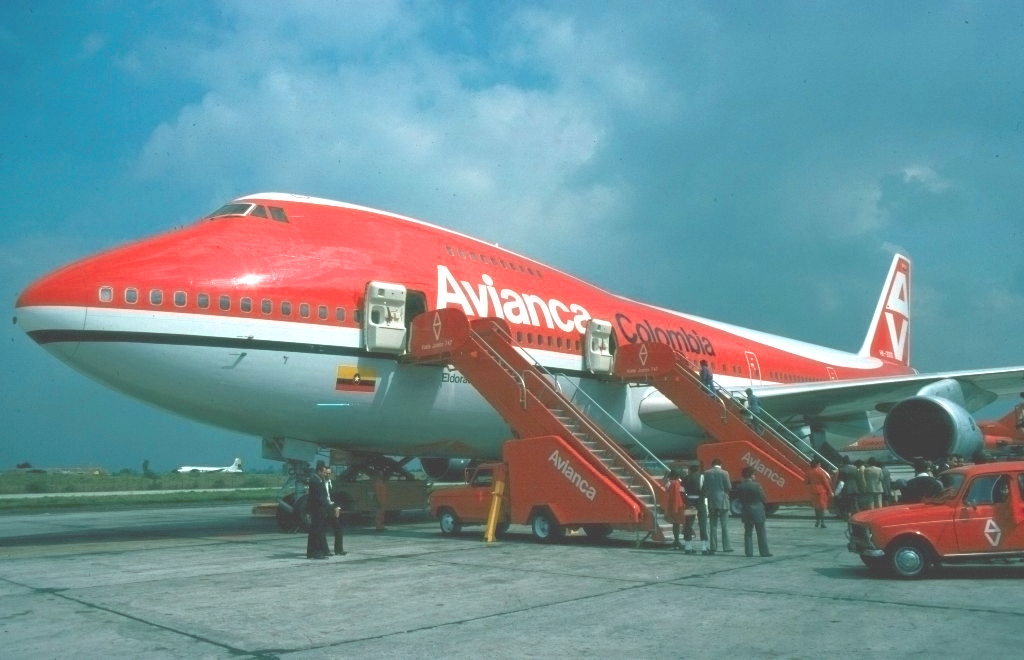
1976年哥倫比亞航空的波音747客機

## 意外事故
- 1947年1月22日，道格拉斯C-53B（c-108）在马格达莱纳河河谷坠毁，机上所有17人遇难。
- 1954年8月9日，洛克希德L-749a客機（HK-163）從亚速尔群岛Lajes機場起飛後三分钟坠落，機上30人全部遇难。
- 1955年3月9日，道格拉斯C-47A（HK-328）在哥伦比亚特鲁希略坠毁，飞机残骸在一个月后被发现，机上8人全數遇難，且一些黄金和平台的货物丢失。
- 1959年6月23日，執飛667號班機的道格拉斯DC-4（HK-135），在秘鲁利马墜落於Baco山中，14上全部遇难。
- 1960年1月21日，執飛671號班機的洛克希德L-1049E，在牙买加蒙特哥湾国际机场降落時失事坠毁起火1，37人死亡。
- 1965年3月22日，執飛676號班機的道格拉斯C-47-DL（HK-109），在Pan de Azucar墜毀，29人全部遇难。
- 1966年1月15日，執飛4號班機的客機从Cartagena-Crespo机场起飞后不久坠毁。原因被确定为维修问题，可能加剧了飞行员的错误。
- 1966年9月22日，執飛870號班機的道格拉斯DC-4（HK-174）因發動機出現問題，試圖折返埃尔多拉多机场時失事，两名飞行员死亡。
- 1966年12月24日，執飛729號班機的道格拉斯C-47A（HK-161）在11,600尺高的Tajumbina峰墜毀，29人全部遇難。
- 1970年5月21日，一架道格拉斯DC-3（HK-121）從厄尔Alcaravan机场飛往阿尔贝托·雷拉斯机场途中被劫持到Yariguies机场，劫机者要求飞往古巴。
- 1972年7月29日，一架道格拉斯C-53S（HK-107）與一架編號為HK-1341的飛機相撞，21人死亡。
- 1973年8月22日，一架道格拉斯DC-3A（HK-111）在Casanare山附近坠毁。
- 1974年8月12日，一架道格拉斯C-47运输机（HK-508）墜毀於特鲁希略山机上，27人全部遇难。
- 1983年11月27日，執飛11號班機的波音747-200客機在马德里降落時撞山，造成181人死亡，11人受伤。原因是飞行员失误。
- 1988年3月17日，執飛410號班機的波音727，在哥倫比亞北桑坦德库塔起飛後不久在附近的低山区坠毁，機上143人全部遇难。
- 1989年11月27日，203號班機遭一枚炸弹炸毁，110名乘客和机组人员全部遇难。
- 1990年1月25日，執飛052號班機的波音707-320飞机从波哥大飞往纽约肯尼迪机场，飛过麦德林準備降落時因燃油耗尽而坠毁在纽约长岛，機上158人中，73人罹难。
- 1999年4月12日，執飛9463號班機从波哥大飞卡拉曼加的福克50，被6名哥伦比亚民族解放军成员劫持，飞机被迫在玻利瓦尔紧急降落。

## 外部連結
- Official website（页面存档备份，存于） （西班牙文）